# Welcome to Willits
Welcome to Willits (známý v angličtině také jako Alien Hunter) je americký sci-fi komediální horor z roku 2016, který režíroval Trevor Ryan. Ve filmu hrají Bill Sage, Sabina Gadecki, Anastasia Baranova, Dolph Lundgren, Thomas Dekker, Chris Zylka, Serge Levin, Garrett Clayton a Rory Culkin.

## Zápletka
Hluboko v lesích severní Kalifornie, v srdci nechvalně známého Emerald Triangle, se nachází odlehlá chata, kde Brock (Bill Sage) pěstuje marihuanu a prodává metamfetamin. Brock věří, že jeho farmy byly napadeny mimozemšťany: jeho paranoia neustále roste, což může být důsledek posttraumatické stresové poruchy po údajném únosu a mučení mimozemšťany. Brock ve volném čase sleduje policejní seriál "Fists of Justice", v němž hraje Dolph Lundgren násilnického policistu.
Když Brock na svém pozemku chytí zbloudilou skupinu mladých trampů, považuje je za mimozemšťany a situace se rychle vymkne kontrole, což vede k naprostému masakru.

## Obsazení
- Bill Sage jako Brock, paranoidní, na drogách závislý pěstitel marihuany a dealer metamfetaminu
- Sabina Gadecki jako Peggy, Brockova manželka
- Anastasia Baranova jako Courtney, Brockova neteř
- Chris Zylka jako Jeremiah
- Garrett Clayton jako Zack
- Thomas Dekker jako Klaus
- Rory Culkin jako Possum
- Dolph Lundgren jako důstojník Derek Hutchinson, fiktivní policista z Brockova oblíbeného televizního pořadu
- Serge Levin jako důstojník Jackson, Derekův partner